# Schafferara
× Schafferara (abreviado Schfa en el comercio) es un híbrido intergenérico entre los géneros de orquídeas Aspasia × Brassia × Cochlioda × Miltonia × Odontoglossum.  Fue publicado en Orchid Rev. 84(1000) cppo: 13 (1976).